# Panserværnsvåben
Panserværnsvåben er forskellige typer våben, som er designet til det formål at bekæmpe pansrede køretøjer som f.eks. en kampvogn.
Panserværnsvåben findes i en lang række forskellige typer rækkende fra rifler, håndholdte granatkastere og raketstyr over kanoner af alle kalibre til raketter og panserminer.
Panserværnsvåben anvender forskellige projektiler og ladninger til at opnå en panserbrydende effekt. Disse kan efter deres virkningsmåde opdeles i:
- Panserprojektiler, som virker ved deres kinetiske energi (masse og hastighed) og anvendes i rifler og kanoner.
- Hulladninger, som er en specielt formet ladning, der ved detonationen har en retningsbestemt sprængvirkning. Den er dermed ikke afhængig af ladningens hastighed og kan derfor anvendes i langsommere projektiler som f.eks. raketter, kanoner med lav mundingshastighed, i panserværnsminer eller placeres direkte på panseret som f.eks. en retningsbestemt magnetladning.
- Plastiske ladninger, som detonerer i tæt kontakt med panseret og udnytter trykbølgen fra eksplosionen til at slå stykker af panserets inderside.

## Historie
De første egentlige panserværnsvåben blev udviklet under 1. verdenskrig. Da de første engelske og franske kampvogne dukkede op på Vestfrontens slagmarker i 1916, var den tyske hærs primære panserværnsvåben kanoner og mortérer. På trods af manglen på egnet ammunition kunne de ofte beskadige eller ødelægge datidens kampvogne. Som krigen skred frem, fik de tyske artillerister udleveret regulære panserprojektiler og kunne tage kampen op med Ententens kampvogne på rimelige vilkår. Men da artilleriet typisk var placeret et stykke bag fronten, var de tyske infanterister i forreste linje stadig meget sårbare overfor fjendtlige kampvogne. For at give disse et anvendeligt panserværnsvåben udviklede man mod krigens slutning en egentlig panserværnsriffel, Mausers 13 mm Tankgewehr M1918.
I årene efter 1. verdenskrig fortsatte udviklingen af panserværnsriflen, og der blev udviklet panserbrydende ammunition til artilleriets forskellige våben. Men erfaringen fra 1. verdenskrig og udviklingen af stadig kraftigere kampvognspanser viste også, at det var nødvendigt at udvikle en egentlig panserværnskanon. En sådan skulle være lille, let at skjule og let at manøvrere og transportere, hvorfor der blev satset på små kalibre. Tyskland udviklede i slutningen af 20'erne en 37 mm panserværnskanon, som blev flittigt kopieret af blandt andet USA og USSR. Sidstnævnte forøgede dog kaliberen til 45 mm for at få en mere effektiv virkning fra brisantammunition, så kanonen kunne anvendes både som panserværnskanon og mod "bløde mål" som fjendtlige stillinger og infanteri. I England udviklede man en 40mm kanon (kaldet en 2-punds kanon efter det engelske system, hvor artilleri benævntes efter vægten af skuddet), mens man i Frankrig udviklede både en meget let 25 mm kanon og en tungere, men meget effektiv 47mm kanon.
I den danske hær anvendte man såvel 37 mm kanon som 20 mm M/38-maskinkanon af mærket Madsen produceret i Herlev af DISA (Dansk industri syndikat). Begge våben blev anvendt mod tyskerne d. 9. april 1940.
2. verdenskrig medførte en voldsom udvikling i panserværnsvåbnene. Panserværnskanonerne voksede i kaliber og blev dermed større og tungere og vanskeligere at skjule og manøvrere. England og USA endte krigen med en blanding af 57 mm og 76 mm kanoner, mens man i Tyskland hurtigt gik over til 75 mm kanoner som standard, suppleret af tunge 88 mm kanoner. I USSR holdt man fast ved 45 mm kanonerne suppleret med 57 mm kanoner som det egentlige panserværn, men samtidig gjorde man udstrakt brug af 76 mm feltkanoner som panserværnsvåben, henimod krigens slutning suppleret med enkelte tunge 100 mm panserværnskanoner.
Panserværnsgeværet var udbredt i krigens start, men blev snart anset for en ineffektiv anakronisme og forladt af de fleste hære i løbet af krigens første år. Undtagelsen var USSR, hvor man i begyndelsen af krigen udviklede et simpelt 14,5 mm panserværnsgevær som fandt udstrakt brug fra ca. 1942 til krigens slutning.
I andre hære erstattede man panserværnsgeværet med forskellige former for raketstyr og granatkastere baseret på hulladningsprincippet. Fra USA kom i 1942 den kendte Bazooka som affyrede en 60 mm raket. Bazookaen blev videreudviklet i Tyskland og indført som Panzerschreck i 1943 med en 88 mm raket. Her supplerede den raketter af typen Panzerfaust, hvis kaliber varierede mellem 33 mm og 140 mm. I England gik man egne veje med granatkasteren PIAT (Projector, Infantry, Anti Tank), som via et noget Storm P'sk system affyrede en 89 mm hulladningsgranat. PIAT kunne affyres fra vinduet i et hus, da det ikke udsendte flammer.

## Panserværnsmissiler
Mange missiler er udviklet mod kampvogne. De kan affyres fra forskellige platforme, og de mindste affyres fra kampvognens kanon. Missilerne fjernstyres mod kampvognene via kabel, radio eller laser-illumination. Den danske hær bruger det amerikanske BGM-71 TOW-missil og anvendte tidligere det vesttysk/schweiziske Cobra-missil. Den egyptiske hær nedkæmpede stærke, israelske pansertropper i Oktoberkrigen i 1973 med 'to mænd og en kuffert' (AT-3 Sagger). Det var første gang, panserværnsmissiler blev brugt i stort tal.